# Pink Blossom
Pink Blossom è il quarto EP del gruppo femminile sudcoreano Apink, pubblicato nel marzo 2014.

## Tracce
1. Sunday Monday – 3:34
2. Mr. Chu (On Stage) – 3:24
3. Crystal – 3:24
4. Love Story (사랑동화; Sarangdonghwa) – 3:58
5. So Long – 3:41
6. Mr. Chu – 3:34
7. Mr. Chu (Instrumental) – 3:24